# Liczby towarzyskie
Liczby towarzyskie (ang. sociable numbers) – liczby naturalne, których sumy dzielników właściwych (mniejszych od tej liczby) tworzą cykliczną sekwencję, która rozpoczyna się i kończy tą samą liczbą.

## Definicja
Liczby towarzyskie są uogólnieniem liczb doskonałych i zaprzyjaźnionych. Pierwsze dwie sekwencje, lub łańcuchy towarzyskie, odkrył i nazwał belgijski matematyk Paul Poulet w 1918. W zbiorze liczb towarzyskich każda liczba jest sumą dzielników właściwych poprzedniej. Aby taka sekwencja była towarzyska, musi być cykliczna i wracać do punktu startowego.
Okresem lub rzędem sekwencji liczb towarzyskich jest liczba występujących w cyklu liczb.
Jeśli okres sekwencji jest równy 1, to liczba jest liczbą towarzyską rzędu 1 lub liczbą doskonałą. Na przykład dzielnikami właściwymi 6 są 1, 2 i 3, których suma wynosi właśnie 6. Para liczb zaprzyjaźnionych jest zbiorem liczb towarzyskich rzędu 2. Nie są znane liczby towarzyskie rzędu 3.

## Przykłady
Przykład dla rzędu 4:
Suma dzielników właściwych {\displaystyle 1264460} {\displaystyle (=2^{2}\cdot 5\cdot 17\cdot 3719){:}}
1 + 2 + 4 + 5 + 10 + 17 + 20 + 34 + 68 + 85 + 170 + 340 + 3719 + 7438 + 14876 + 18595 + 37190 + 63223 + 74380 + 126446 + 252892 + 316115 + 632230 = 1547860
Suma dzielników właściwych {\displaystyle 1547860} {\displaystyle (=2^{2}\cdot 5\cdot 193\cdot 401){:}}
1 + 2 + 4 + 5 + 10 + 20 + 193 + 386 + 401 + 772 + 802 + 965 + 1604 + 1930 + 2005 + 3860 + 4010 + 8020 + 77393 + 154786 + 309572 + 386965 + 773930 = 1727636
Suma dzielników właściwych {\displaystyle 1727636} {\displaystyle (=2^{2}\cdot 521\cdot 829){:}}
1 + 2 + 4 + 521 + 829 + 1042 + 1658 + 2084 + 3316 + 431909 + 863818 = 1305184
Suma dzielników właściwych {\displaystyle 1305184} {\displaystyle (=2^{5}\cdot 40787){:}}
1 + 2 + 4 + 8 + 16 + 32 + 40787 + 81574 + 163148 + 326296 + 652592 = 1264460.

## Lista znanych liczb towarzyskich
Poniższa tabela prezentuje wszystkie znane (stan z listopada 2015) liczby towarzyskie według rzędu:
| Rząd                      | Liczba sekwencji |
| ------------------------- | ---------------- |
| 1 (liczba doskonała)      | 49               |
| 2 (liczby zaprzyjaźnione) | 1 007 466 590    |
| 4                         | 366              |
| 5                         | 1                |
| 6                         | 5                |
| 8                         | 4                |
| 9                         | 1                |
| 28                        | 1                |

Zastanawiająca jest liczna reprezentacja liczb towarzyskich rzędu 4 w porównaniu z innymi rzędami.